# Darlington (Indiana)
Darlington és una població dels Estats Units a l'estat d'Indiana. Segons el cens del 2000 tenia 854 habitants.

## Demografia
Segons el cens del 2000, Darlington tenia 854 habitants, 331 habitatges, i 232 famílies. La densitat de població era de 1.030,4 habitants per km².
Dels 331 habitatges en un 36,9% hi vivien nens de menys de 18 anys, en un 54,1% hi vivien parelles casades, en un 11,5% dones solteres, i en un 29,9% no eren unitats familiars. En el 27,2% dels habitatges hi vivien persones soles el 13,6% de les quals corresponia a persones de 65 anys o més que vivien soles. El nombre mitjà de persones vivint en cada habitatge era de 2,58 i el nombre mitjà de persones que vivien en cada família era de 3,13.
Per edats la població es repartia de la següent manera: un 31,6% tenia menys de 18 anys, un 5,2% entre 18 i 24, un 30,3% entre 25 i 44, un 18,3% de 45 a 60 i un 14,6% 65 anys o més.
L'edat mediana era de 34 anys. Per cada 100 dones de 18 o més anys hi havia 87,8 homes.
La renda mediana per habitatge era de 36.250$ i la renda mediana per família de 43.462$. Els homes tenien una renda mediana de 35.463$ mentre que les dones 21.310$. La renda per capita de la població era de 15.154$. Entorn del 5,3% de les famílies i el 7,1% de la població estaven per davall del llindar de pobresa.

## Poblacions més properes
El següent diagrama mostra les poblacions més properes.